# Klostervalv
Ett klostervalv är ett valv med formen som uppstår genom snittet mellan två tunnvalv som skär varandra rätvinkligt.